# 왕젠밍
왕젠밍(중국어: 王建明, 병음: Wáng Jiànmíng, 한자음: 왕건명, 1993년 7월 4일~)은 대한민국 태생의 중화민국의 축구 선수로 포지션은 수비수이다. 대한민국과 대만 국적을 가진 화교 2세 출신 이중국적자이며 한국 이름은 왕건명으로 알려져 있다. 현재 중국 슈퍼리그의 칭다오 하이뉴 소속으로 활동 중이다.

## 구단 경력
2016 시즌을 앞두고 고향팀인 제주 유나이티드에 우선 지명되었다. 프로에 입문한 뒤 2017 시즌을 앞두고 K3리그 소속팀인 청주 시티로 이적했다. 2018년까지 28경기 4골을 기록하며 2017년 K3리그 어드밴스 준우승에 일조했다.
그리고 2018 시즌을 앞두고 광주 FC에 입단하며 프로 무대에 복귀했다. 광주 소속으로 리그 3경기에 출전했으며 2019 시즌 여름 이적시장을 통해 광주에서 퇴단했다.
그 후 독립 구단인 양천 TNT 소속으로 활동한 뒤 2020년 여름 이적 시장을 통해 중국 갑급리그 소속팀인 산시 장안 애슬레틱에 입단했다. 산시 장안의 2020 시즌 리그 잔류와 2021 시즌 리그 6위의 성적에 기여했고 2022 시즌 리그 10라운드를 앞두고 같은 리그의 칭다오 하이뉴로 트레이드되었다. 이후 2022 시즌 갑급리그 20경기에 출전하며 팀의 준우승과 10년만의 중국 슈퍼리그 승격에 이바지했다.
10년 만의 슈퍼리그 승격 후 첫 시즌인 2023 시즌에서는 16팀 중 13위에 올랐으며 2023 시즌 중국 FA컵에서는 2002 시즌 우승 이후 21년만의 팀의 4강 진출에 기여했다.
2024 시즌에는 팀의 2년 연속 슈퍼리그 잔류(16팀 중 12위)에 기여했다. 2024 시즌의 최종 기록은 리그와 FA컵을 포함해 29경기 출전 3골 1도움이다.
2025 시즌, 자유 계약으로 중국 갑급리그 광둥 GZ-파워에 입단하였다.

## 국가대표팀 경력
2018년 3월 27일 싱가포르와의 2019년 AFC 아시안컵 최종 예선 E조 6차전을 앞두고 중화 타이베이 A대표팀에 합류했다. 이 때 출전 기회를 부여받지 못했으며 이후 같은 해 6월 1일 열린 인도와의 2018년 인터컨티넨털컵 1차전(0-5 대패)에서 국제 A매치 데뷔전을 치렀다.
이후 2023년 10월 홈에서 열린 동티모르와의 2026년 FIFA 월드컵 아시아 지역 1차 예선에서 2경기 모두 라이트백으로 출전하여 팀의 3회 연속 2차 예선 진출 및 8년만의 아시안컵 최종 예선 진출에 기여했다. 2026년 FIFA 월드컵 아시아 지역 2차 예선에서도 6경기 중 4경기에 출전했다.
대만 축구 국가대표팀이 2026년 FIFA 월드컵 아시아 지역 2차 예선에서 탈락한 이후, 2024년 10월 캄보디아와의 A매치에서 오른쪽 미드필더로 77분을 소화했다. (2-3 패.)
2024년 11월 18일에는 싱가포르와의 A매치에서 풀타임을 소화했다. 팀의 3:2 승리에 공헌했다.

## 여담
아버지는 중화민국 국적의 대한민국 화교, 어머니는 한국인으로 아버지는 현재 제주도 서귀포시에서 유명한 관광 식당을 운영 중이다.
그리고 초·중·고등학교를 대한민국에서 다녔기 때문에 중국어에는 서툰 편이며 대만 국가대표팀으로서의 포부를 밝히는 인터뷰도 한국어로 진행했고 이밖에도 대만에서 촬영한 영상들에서도 중국어 사용은 찾아보기 힘들다고 한다.

## 대회 성적

### 클럽
청주 시티
- K3리그 어드밴스 : 준우승 (2017)

 칭다오 하이뉴
- 중국 갑급리그 : 준우승 (2022)
- 중국 FA컵 : 4강 (2023)